# Deutsche Marine

Dienstflagge der Seestreitkräfte
(Flagge und Gösch der Kriegsschiffe)

Bundesdienstflagge
(Flagge aller Bundesdienststellen und der Hilfsschiffe der Marine)

Bundesflagge
(Flagge der Handelsschiffe)

Die Marine ist mit etwa 15.000 Soldaten die zweitkleinste der vier Teilstreitkräfte der Bundeswehr. Neben der Bezeichnung Marine verwendet die Marine seit 1995 zur Abgrenzung zu ausländischen Seestreitkräften im internationalen Kontext die Selbstbezeichnung Deutsche Marine; vor 1995 wurde die Selbstbezeichnung Bundesmarine in Abgrenzung zur ostdeutschen Volksmarine genutzt. Der oberste truppendienstliche Vorgesetzte dieser Teilstreitkraft ist der Inspekteur der Marine.

## Geschichte

### Frühere deutsche Seestreitkräfte

Flagge der Reichsflotte, 1848–1852, laut Reichsgesetz vom 13. November 1848

Einzelne frühere deutsche Staaten besaßen eigene, im internationalen Maßstab meist kleine Seestreitkräfte. Beispiele waren die preußische, österreichische oder die schleswig-holsteinische Marine. Erste Schritte zum Aufbau gemeinsamer Seestreitkräfte waren die Reichsflotte (ab 1848) und die Marine des Norddeutschen Bundes (ab 1867). Nach der Reichsgründung entstand aus letzterer 1872 die Kaiserliche Marine. Die deutschen Seestreitkräfte wurden nach der Revolution, an der deutsche Matrosen aktiv beteiligt waren, als Reichsmarine (bis 1921 Vorläufige Reichsmarine) und im nationalsozialistischen Deutschland ab 1935 als Kriegsmarine bezeichnet. Nach dem Zweiten Weltkrieg waren die Seestreitkräfte fast vollständig vernichtet. Die Deutsche Demokratische Republik begann ab 1952 mit dem Aufbau der Volkspolizei See, die 1956 in die Volksmarine (bis 1960 als Seestreitkräfte der NVA bezeichnet) überführt wurde. In der Bundesrepublik begannen etwa gleichzeitig erste Planungen für die Marine der Bundeswehr.

### Bundesmarine
Die heutige Marine ist nach dem Zweiten Weltkrieg im Rahmen der Wiederbewaffnung Deutschlands als Teil der Bundeswehr neu aufgebaut worden. Sie grenzt sich von den Traditionen ehemaliger deutscher Seestreitkräfte ab. Bis 1995 war für sie auch die Eigenbezeichnung Bundesmarine üblich. Originär lautete die Bezeichnung einfach Marine ohne jegliche Zusätze. Während des Ost-West-Konflikts hatte sie die folgenden Hauptaufgaben, die sie gemeinsam mit den NATO-Verbündeten und vor allem mit der dänischen Marine zu erfüllen hatte: Sie sollte die Ostseezugänge gegen die Besetzung durch den Warschauer Pakt schützen und dadurch die in der Ostsee befindlichen Seestreitkräfte des Warschauer Pakts einschließen. In der Nordsee und im Nordatlantik sollte sie alliierte Verstärkungstransporte nach Europa schützen.

### Neuorganisation nach der Wiedervereinigung
Die deutsche Einheit im Jahr 1990 wurde im rechtlichen Sinne nicht durch die Vereinigung zweier Staaten, sondern durch den Beitritt der fünf neuen Länder sowie des wiedervereinigten Berlins zur Bundesrepublik Deutschland vollzogen. Daher wurde Personal und in geringem Umfang das Material der aufgelösten Volksmarine in die Bundeswehr übernommen. Die Führung der Marine hat 1995 trotz der institutionellen Kontinuität entschieden, die bisherige gebräuchliche Bezeichnung Bundesmarine nicht mehr zu verwenden, sondern fortan den Begriff Marine oder in Abgrenzung zu ausländischen Marinen im internationalen Kontext den Begriff Deutsche Marine zu verwenden.
Nach 1990 hatte die Marine zunächst ihre bisherige Struktur im Wesentlichen beibehalten, war jedoch, wie die gesamte Bundeswehr, schrittweise verkleinert worden. Die Regelungen des Zwei-plus-Vier-Vertrages erlaubten es bis Ende 1994 nicht, der NATO zuzuordnende Streitkräfte auf dem Territorium der vormaligen DDR zu stationieren. Deshalb wurden die Teile der ehemaligen Volksmarine, die zunächst noch weiterhin in Dienst gehalten werden sollten, in einem eigenen Marinekommando Rostock zusammengefasst, das zunächst dem Bundeswehrkommando Ost in Strausberg unterstand.
Ab 1995 konnte eine einheitliche Marinestruktur geschaffen und die im Beitrittsgebiet stationierten Kräfte der NATO assigniert (etwa: ‚als verfügbar angezeigt‘) werden. Das Marinekommando Ost wurde aufgelöst, stattdessen wurden einige neue Dienststellen im Beitrittsgebiet aufgestellt (Marineabschnittskommando Ost, Marinetechnikschule), andere wurden von Westen dorthin verlagert (Schnellbootflottille, Marineamt).
Erst mit der 2000 von Verteidigungsminister Rudolf Scharping eingeleiteten Bundeswehrreform begann sich die Organisation der Marine grundsätzlich zu verändern. Inzwischen ist an die Stelle der bisher üblichen stufenweisen Bundeswehrreformen eine kontinuierliche Transformation der Bundeswehr getreten, in die die Marine eingebunden ist.
Die Anzahl kleinerer, vor 1990 speziell für die Ostseekriegführung vorgesehener Schiffe und Boote wird weiter reduziert. Dafür wird eine kleinere Zahl größerer Fahrzeuge verschiedener Typen beschafft. Gleichzeitig wird die Anzahl der Marinesoldaten auf etwa 25.000 verringert. Im Verhältnis zu den anderen Teilstreitkräften ist der Anteil der Marinesoldaten in der Bundeswehr dagegen gewachsen von etwa 7,7 % vor 1990 auf künftig etwa 10 %.
Um die Erfahrungen und Vorstellungen für küstennahe Operationen besser in die NATO einbringen und gemeinsam weiterentwickeln zu können, wurde ab 2007 das Centre of Excellence for Operations in Confined and Shallow Waters bei der Einsatzflottille 1 in Kiel aufgebaut und 2009 durch die NATO offiziell akkreditiert.

Gliederung der Deutschen Marine bis 2012

An der Spitze der Marine stand der Inspekteur der Marine im Bundesministerium der Verteidigung. Als truppendienstlicher Vorgesetzter seiner Teilstreitkraft unterstand er direkt dem Bundesminister der Verteidigung. Der Inspekteur wurde unterstützt durch den Führungsstab der Marine, eine Abteilung des Ministeriums in Bonn. Die Teilstreitkraft Marine bestand aus zwei Kommandobereichen, der Flotte und dem Marineamt.
Wie vor 1990 bleibt die Marine in die NATO-Kommandostruktur eingebunden, die sich ihrerseits den Veränderungen nach Ende des Ost-West-Konflikts angepasst hat. Schiffe und Boote beteiligen sich an den ständigen Einsatzverbänden der NATO, die im Wechsel mit anderen Nationen auch von deutschen Marineoffizieren geführt werden.

### Neuausrichtung der Bundeswehr
Die Neuausrichtung der Bundeswehr, die im Jahr 2010 eingeleitet wurde, führt zu grundlegenden Veränderungen in der Marine. Deutlich wird dies insbesondere in der völligen Umstrukturierung der Führungsorganisation mit Wegfall des Führungsstabs der Marine im Bundesministerium der Verteidigung. Zum 1. Oktober 2012 wurden der Führungsstab der Marine, das Flottenkommando und das Marineamt aufgelöst. Zum gleichen Zeitpunkt wurde das Marinekommando neu aufgestellt. Der offizielle Aufstellungsappell fand am 9. Oktober 2012 in Rostock statt.
Am 27. September 2016 wurde in Kiel das 5. Minensuchgeschwader außer Dienst und das Unterstützungsgeschwader in Dienst gestellt.
Am 16. November 2016 wurde in Warnemünde das letzte Schnellbootgeschwader außer Dienst gestellt.

## Auftrag
Die Marine leistet einen Beitrag zu deren Aufgaben, wie sie in den jeweilig gültigen Verteidigungspolitische Richtlinien des Bundesministers der Verteidigung festgelegt sind:

„Die Bundeswehr als Instrument einer umfassend angelegten Sicherheits- und Verteidigungspolitik erfüllt dazu ihren Auftrag:
Die Bundeswehr
- schützt Deutschland und seine Bürgerinnen und Bürger,
- sichert die außenpolitische Handlungsfähigkeit Deutschlands,
- trägt zur Verteidigung der Verbündeten bei,
- leistet einen Beitrag zu Stabilität und Partnerschaft im internationalen Rahmen und
- fördert die multinationale Zusammenarbeit und europäische Integration.

Vor diesem Hintergrund nimmt die Bundeswehr folgende ineinandergreifende Aufgaben wahr:
- Landesverteidigung als Bündnisverteidigung im Rahmen der Nordatlantischen Allianz;
- internationale Konfliktverhütung und Krisenbewältigung – einschließlich des Kampfs gegen den internationalen Terrorismus;
- Beteiligung an militärischen Aufgaben im Rahmen der Gemeinsamen Sicherheits- und Verteidigungspolitik der EU;
- Beiträge zum Heimatschutz, d. h. Verteidigungsaufgaben auf deutschem Hoheitsgebiet sowie Amtshilfe in Fällen von Naturkatastrophen und schweren Unglücksfällen, zum Schutz kritischer Infrastruktur und bei innerem Notstand;
- Rettung und Evakuierung sowie Geiselbefreiung im Ausland;
- Partnerschaft und Kooperation als Teil einer multinationalen Integration und globalen Sicherheitszusammenarbeit im Verständnis moderner Verteidigungsdiplomatie;
- humanitäre Hilfe im Ausland.“

Nach 1990 haben sich die Aufgaben der Bundeswehr von der Landesverteidigung im „Kalten Krieg“ hin zu Einsätzen der internationalen Konfliktverhütung und Krisenbewältigung außerhalb Deutschlands verlagert („Armee Im Einsatz“).
Der Inspekteur der Marine legt in seinen jährlichen Weisungen fest, wie diese Aufträge in der Marine umgesetzt werden.
Danach soll die Marine im Rahmen von Auslandseinsätzen mit Schwerpunkt an streitkräftegemeinsamen Operationen teilnehmen. Sie soll entsprechend dem Konzept „Basis See“ mit ihren Mitteln von See aus andere Streitkräfte unterstützen, so dass die Hohe See als Basis für militärische Operationen genutzt werden kann. So können zum Beispiel die Luftverteidigungsfregatten der Sachsen-Klasse in Küstennähe eingesetzte Landverbände gegen Luftangriffe schützen.
Außerdem soll die Marine im Rahmen der Aufgabe „Schutz Deutschlands und seiner Bürgerinnen und Bürger“ die Seewege gegen asymmetrische Bedrohungen schützen und so zur Sicherheit des deutschen Seehandels beitragen.
Als Beitrag zu der Aufgabe „Heimatschutz“ beteiligt sich die Marine am ständigen SAR-Dienst im deutschen Küstenbereich.

## Organisation und Führung

Wappen des Marinekommandos

### Marinekommando
An der Spitze der Marine steht der Inspekteur der Marine im Marinekommando. Als truppendienstlicher Vorgesetzter seiner Teilstreitkraft untersteht er dem Generalinspekteur der Bundeswehr. Sein Stellvertreter führt die Bezeichnung Stellvertreter des Inspekteurs der Marine und Befehlshaber der Flotte und Unterstützungskräfte.

### Unterstellte Kräfte der Marine
Die dem Marinekommando nachgeordneten Kräfte sind truppendienstlich einzelnen Abteilungsleitern des Marinekommandos unterstellt. Es sind zugeordnet:

#### Abteilungsleiter Einsatz
- Einsatzflottille 1 (EinsFltl 1) in Kiel
- Einsatzflottille 2 (EinsFltl 2) in Wilhelmshaven
- Marinefliegerkommando (MFlgKdo) in Nordholz
- Einsatzausbildungszentrum Schadensabwehr Marine (EAZS) in Neustadt in Holstein
- Marineschifffahrtsleitstelle (MSLtSt) in Hamburg

#### Abteilungsleiter Personal, Ausbildung, Organisation
- Marineschule Mürwik (MSM) in Flensburg-Mürwik
  - Segelschulschiff Gorch Fock, der MSM unterstellt, mit Heimathafen Kiel
- Marineunteroffizierschule (MUS) in Plön
- Marineoperationsschule (MOS) in Bremerhaven
- Marinetechnikschule (MTS) in Parow

#### Abteilungsleiter Einsatzunterstützung
- Marineunterstützungskommando (MUKdo) in Wilhelmshaven

#### Abteilungsleiter Marinesanität und Admiralarzt der Marine
- Schifffahrtmedizinisches Institut der Marine (SchiffMedInstM) in Kronshagen

## Ausrüstung

### Schiffe und Boote

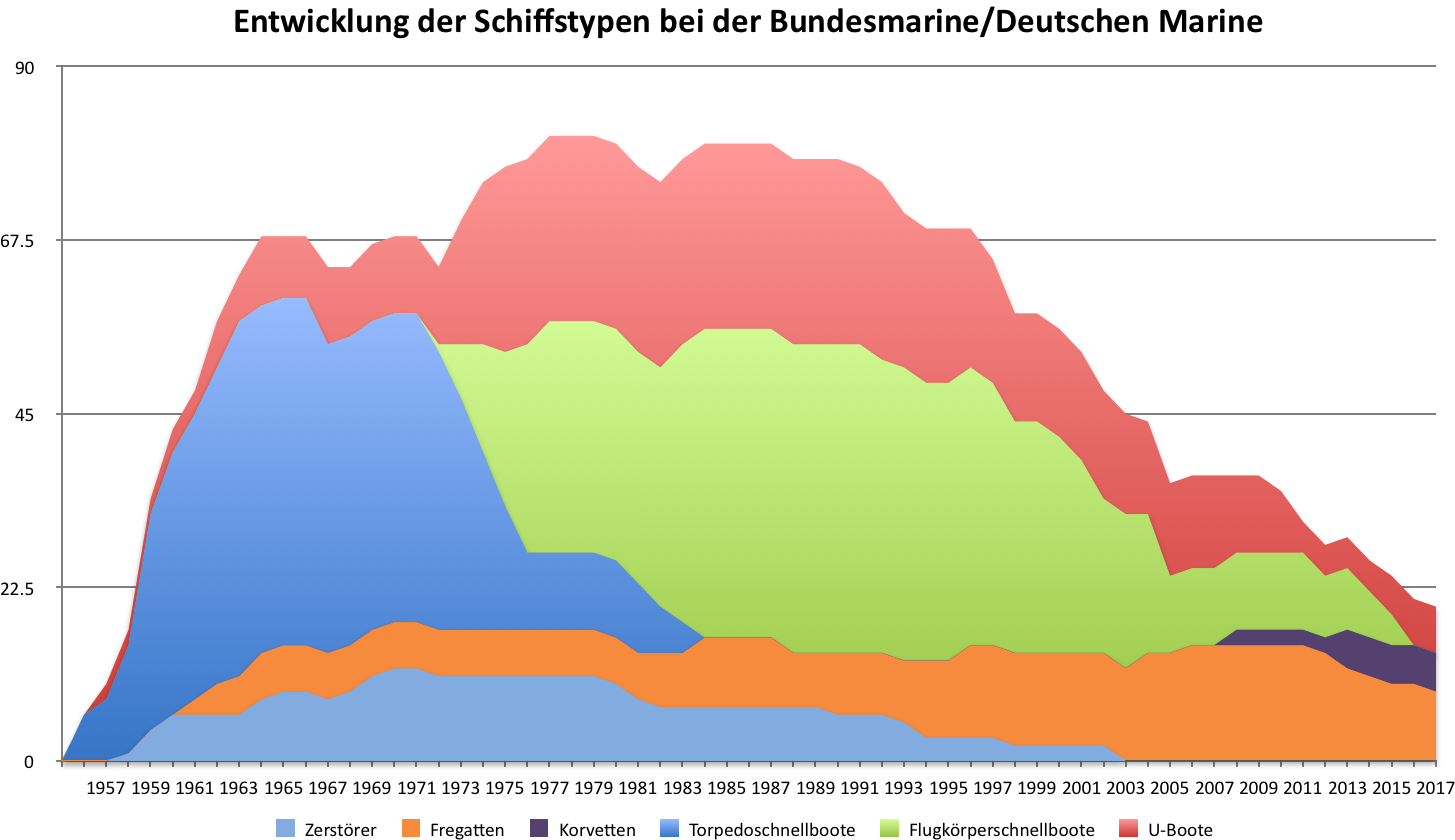
Numerische Entwicklung der wichtigsten Schiffstypen bei der Marine seit der Gründung 1956 bis 2015

| Torpedoschnellboote Flugkörperschnellboote | U-Boote Fregatten | Korvetten Zerstörer |

Fregatten
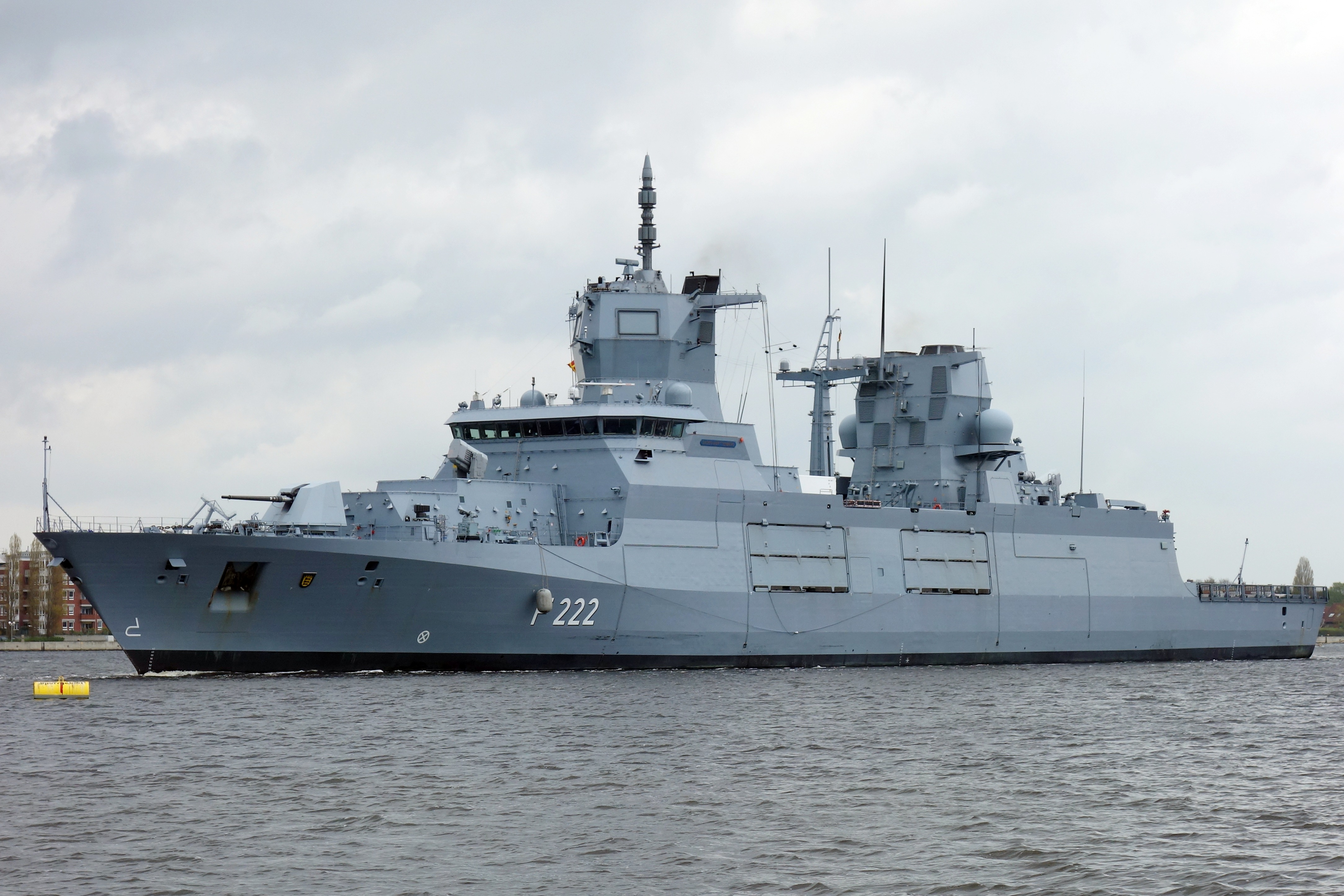
Fregatte Baden-Württemberg
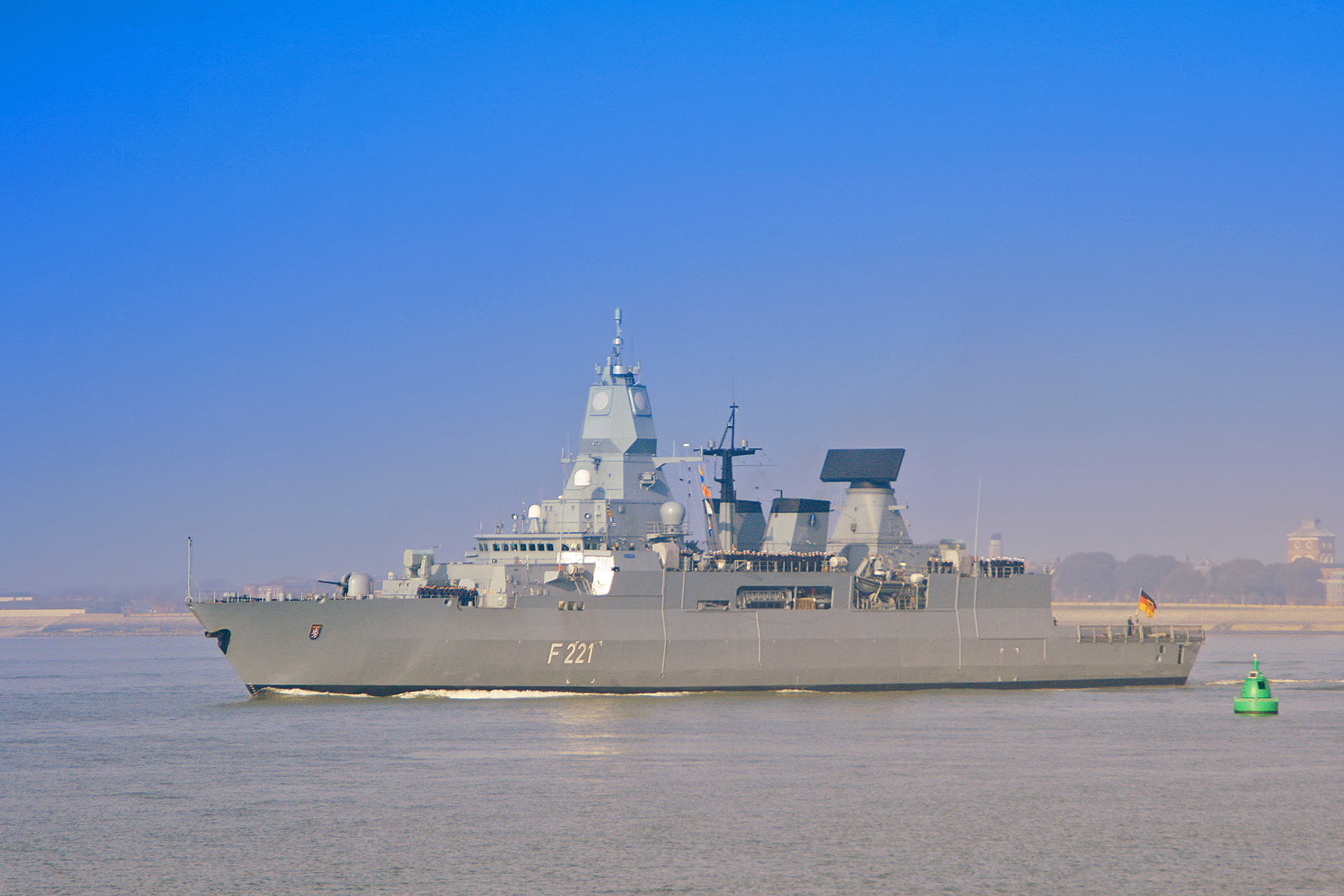
Fregatte Hessen
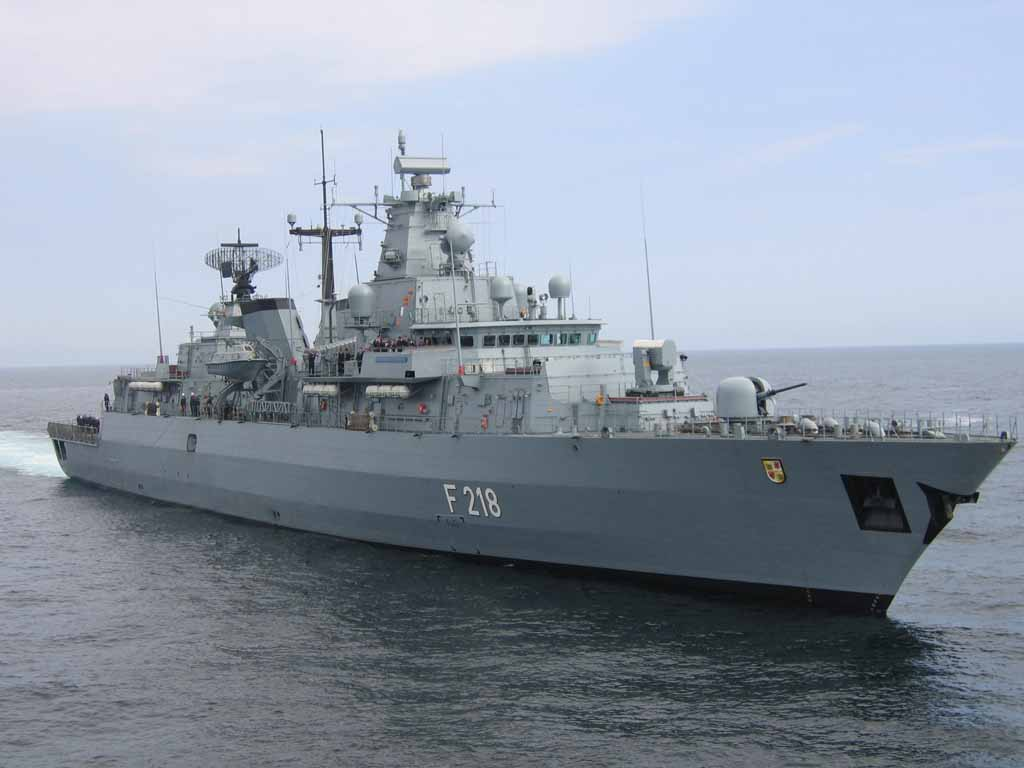
Fregatte Mecklenburg-Vorpommern

11 Fregatten
- 4 Baden-Württemberg-Klasse (125)
- 3 Sachsen-Klasse (124)
- 4 Brandenburg-Klasse (123)

Korvette, U-Boot
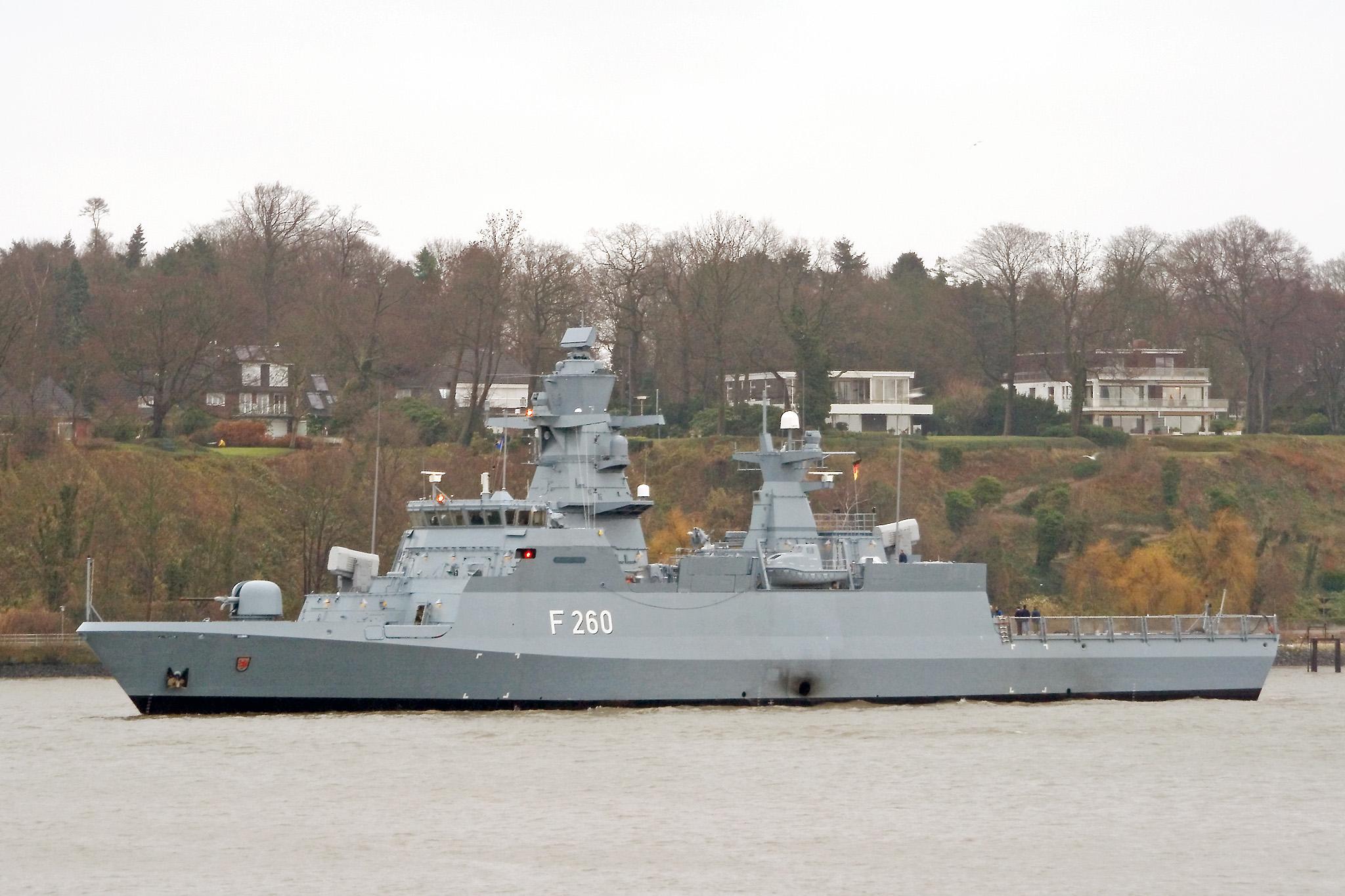
Korvette Braunschweig
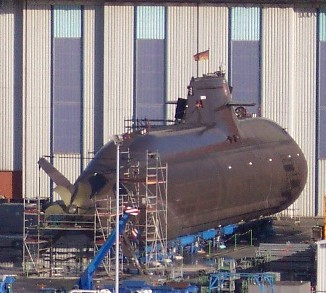
U-Boot Klasse 212 A

5 Korvetten
- Braunschweig-Klasse (130) (5 weitere bestellt, Zielgröße zehn Einheiten)

6 U-Boote
- Klasse 212 A

12 Minenabwehrfahrzeuge
- 2 Hohlstablenkboote Ensdorf-Klasse (352) (Reserve, dienen als Truppenwerbeplattformen)[14]
- 10 Minenjagdboote Frankenthal-Klasse (332) (inkl. zwei auch als Tauchereinsatzboote nutzbare Einheiten)

Unterstützungseinheiten
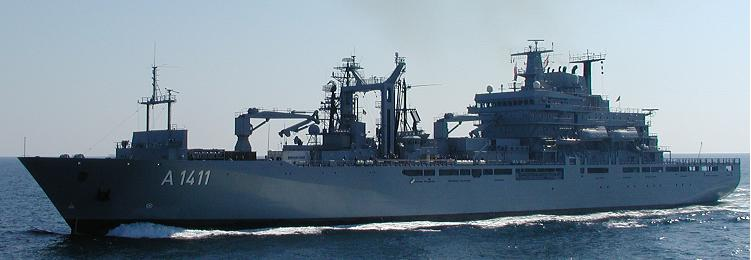
Einsatzgruppenversorger Berlin
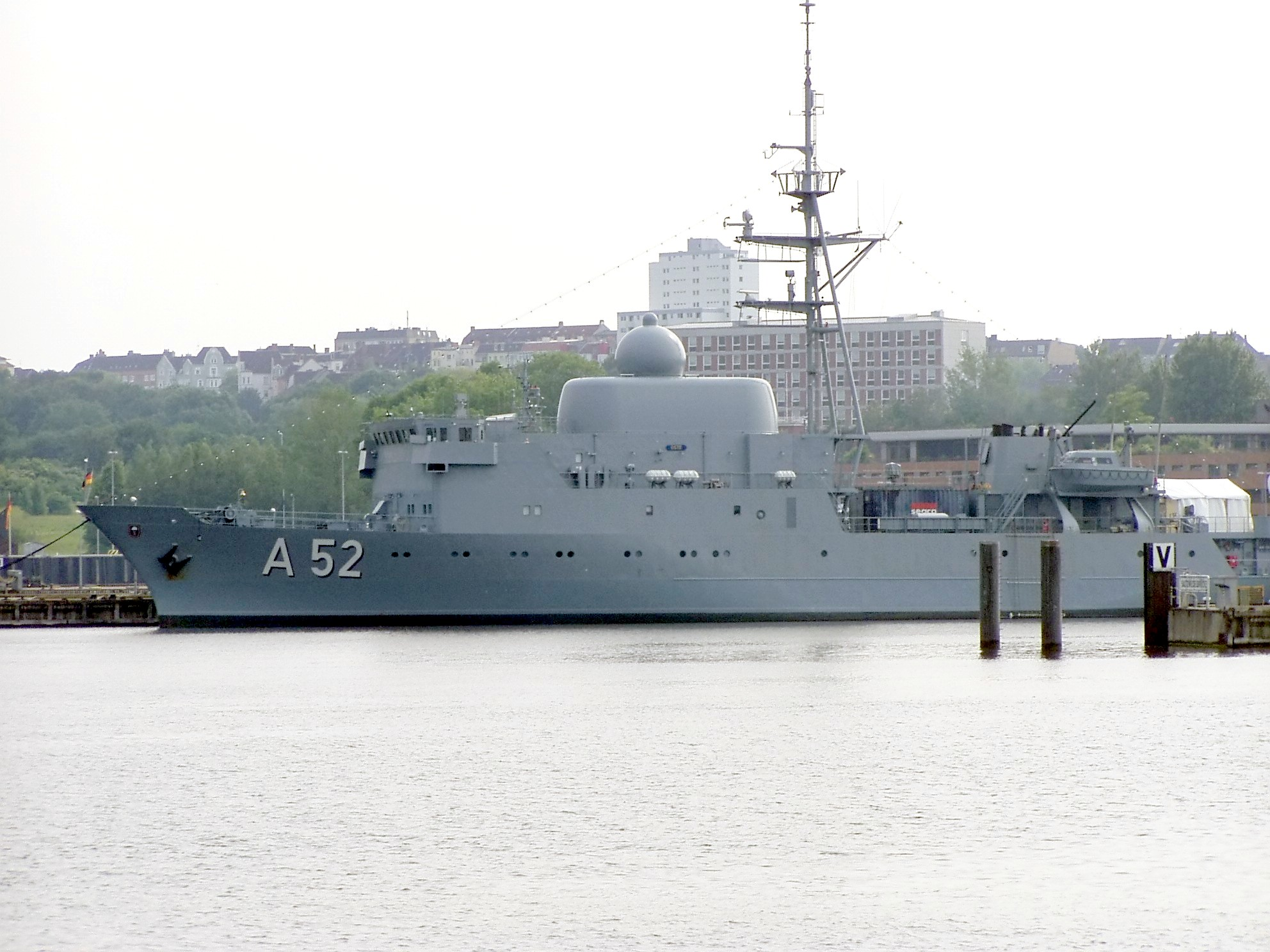
Flottendienstboot Oste

18 Hilfsschiffe
- 1 Segelschulschiff Gorch Fock
- 3 Einsatzgruppenversorger Berlin-Klasse (702)
- 2 Betriebsstofftransporter Rhön-Klasse (704)
- 6 Tender Elbe-Klasse (404)
- 2 Bergungsschlepper Rügen, Borkum[15]
- 3 Flottendienstboote Oste-Klasse (423)
- 1 Wehrforschungsschiff Planet (751)

### Luftfahrzeuge

Luftfahrzeuge
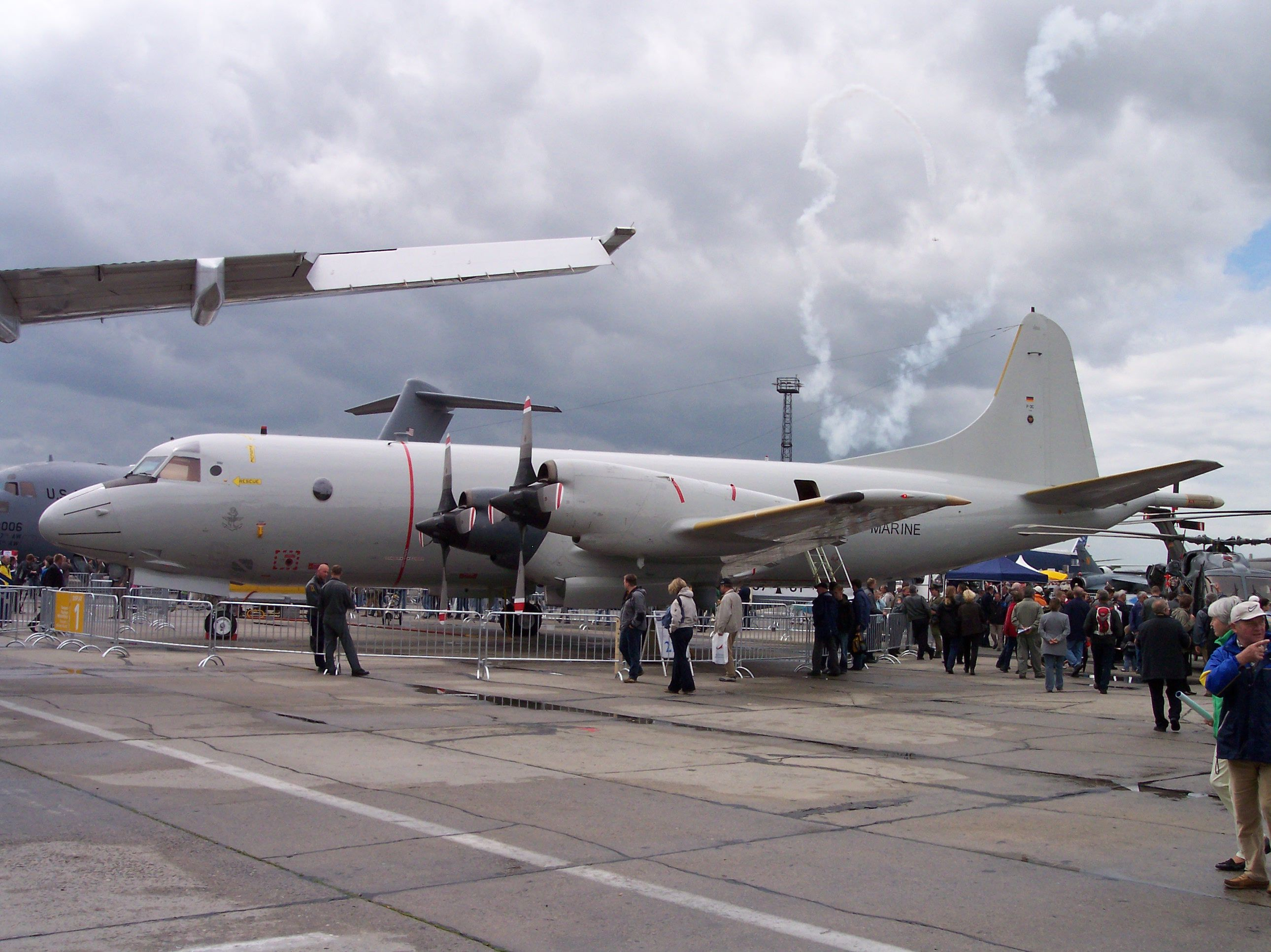
P-3C ORION
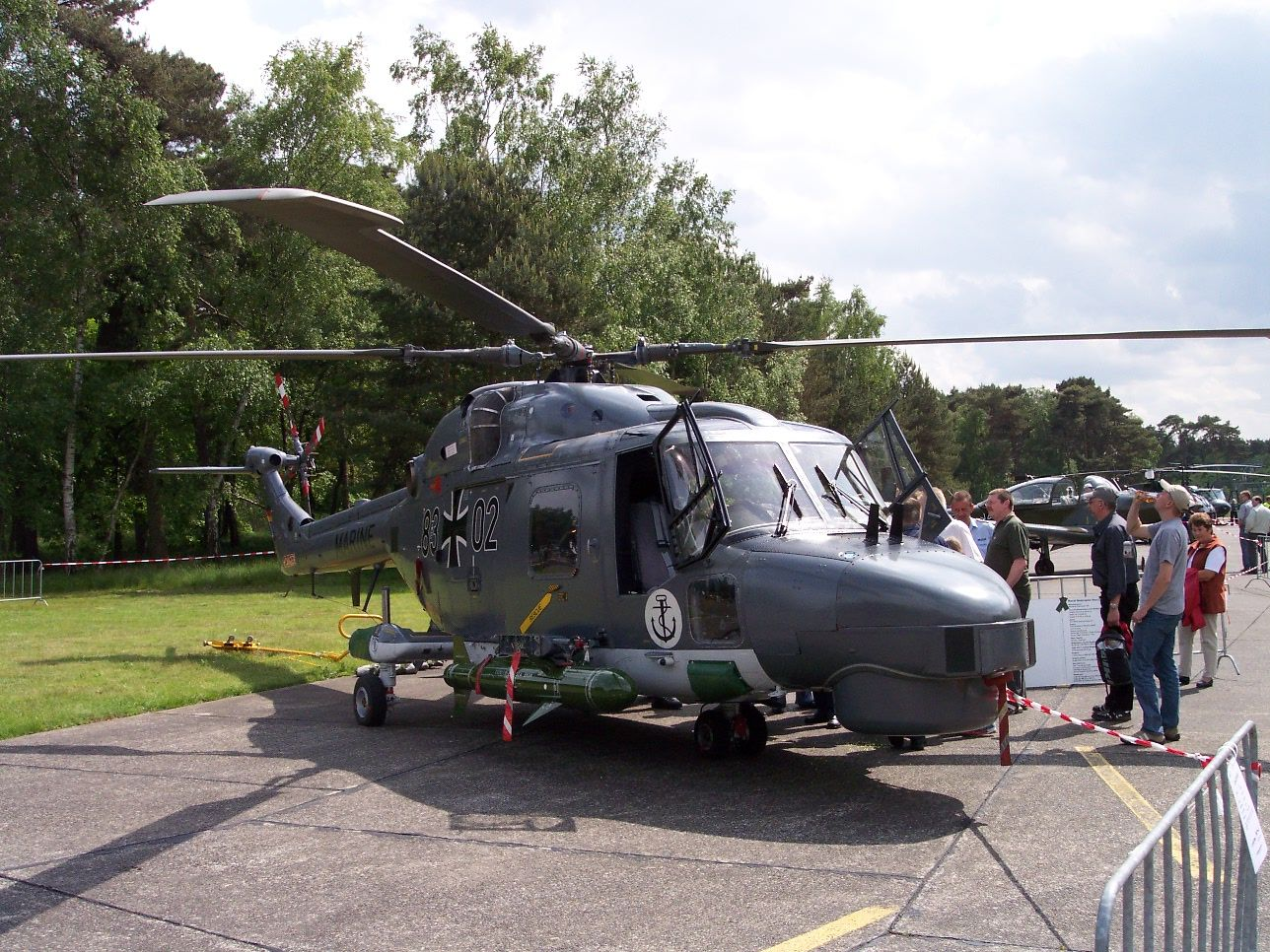
Sea Lynx Mk 88A
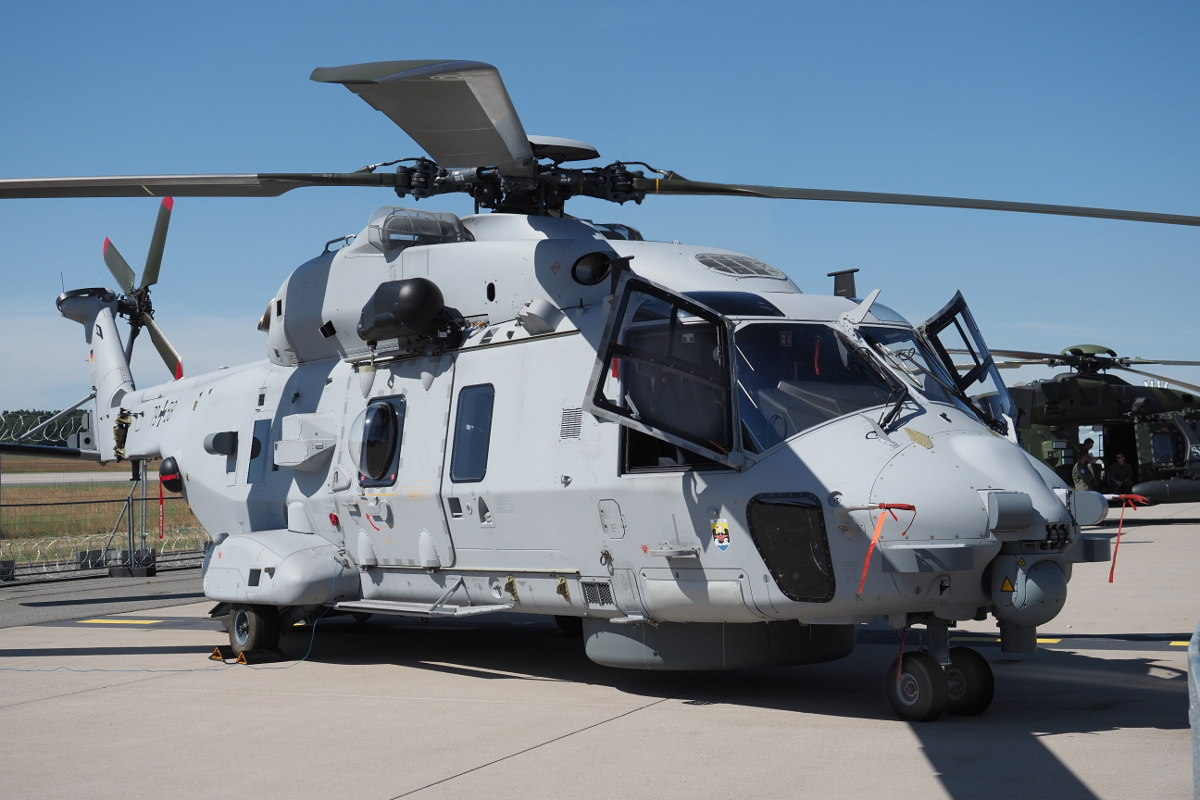
NH90 NTH Sea Lion

4 Flugzeuge
- 2 Seefernaufklärungsflugzeuge P-3C Orion[16]
- 2 Ölaufklärungsflugzeuge Dornier 228 LM

40 Hubschrauber
- 22 Sea Lynx Mk 88A
- 18 NH90 NTH „Sea Lion“

### Marinestützpunkte

Standorte der Marine bis 2012

- Wilhelmshaven (Marinestützpunkt Heppenser Groden)
  - Fregatten, Trossschiffe
- Eckernförde (Marinestützpunkt Eckernförde)
  - Unterseeboote, Flottendienstboote, Trossschiffe, Kommando Spezialkräfte Marine, Seebataillon
- Kiel (Marinestützpunkt Kiel)
  - Trossschiffe, Minenabwehreinheiten, Segelschulschiff Gorch Fock
- Rostock (Marinestützpunkt Warnemünde)
  - Korvetten, Trossschiffe
- Nordholz (Marinefliegerkommando)
  - Hubschrauber und Propellerflugzeuge

### Sendeanlagen
- Marinefunksendestelle Rhauderfehn in Rhauderfehn/Saterland
- Marinefunksendestelle Marlow in Marlow
- Marinefunksendestelle Neuharlingersiel in Neuharlingersiel

### Sonstiges
Auf Helgoland und auf dem Marinestützpunkt Warnemünde betreibt die Marine außerdem Hubschrauberstützpunkte des SAR-Dienstes für Luftfahrzeuge in Deutschland.
In Berlin unterhält die Marine für Repräsentationszwecke des Bundesministeriums der Verteidigung eine Barkasse mit dem Namen Marine 1. Die 4. Kompanie des Wachbataillons beim Bundesministerium der Verteidigung wird von der Marine gestellt.

## Personal

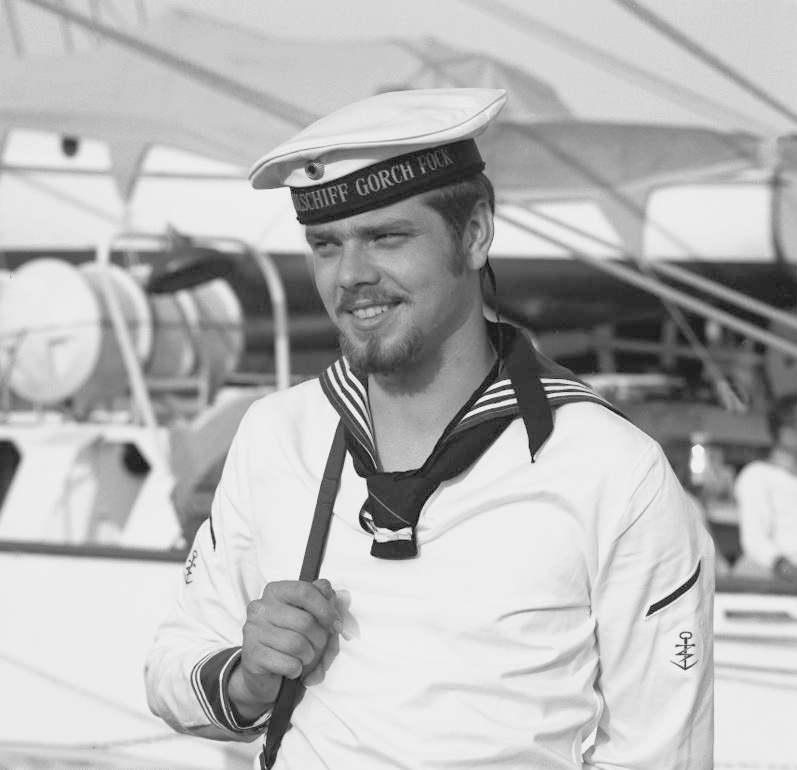
Gefreiter als Posten vor der Gorch Fock

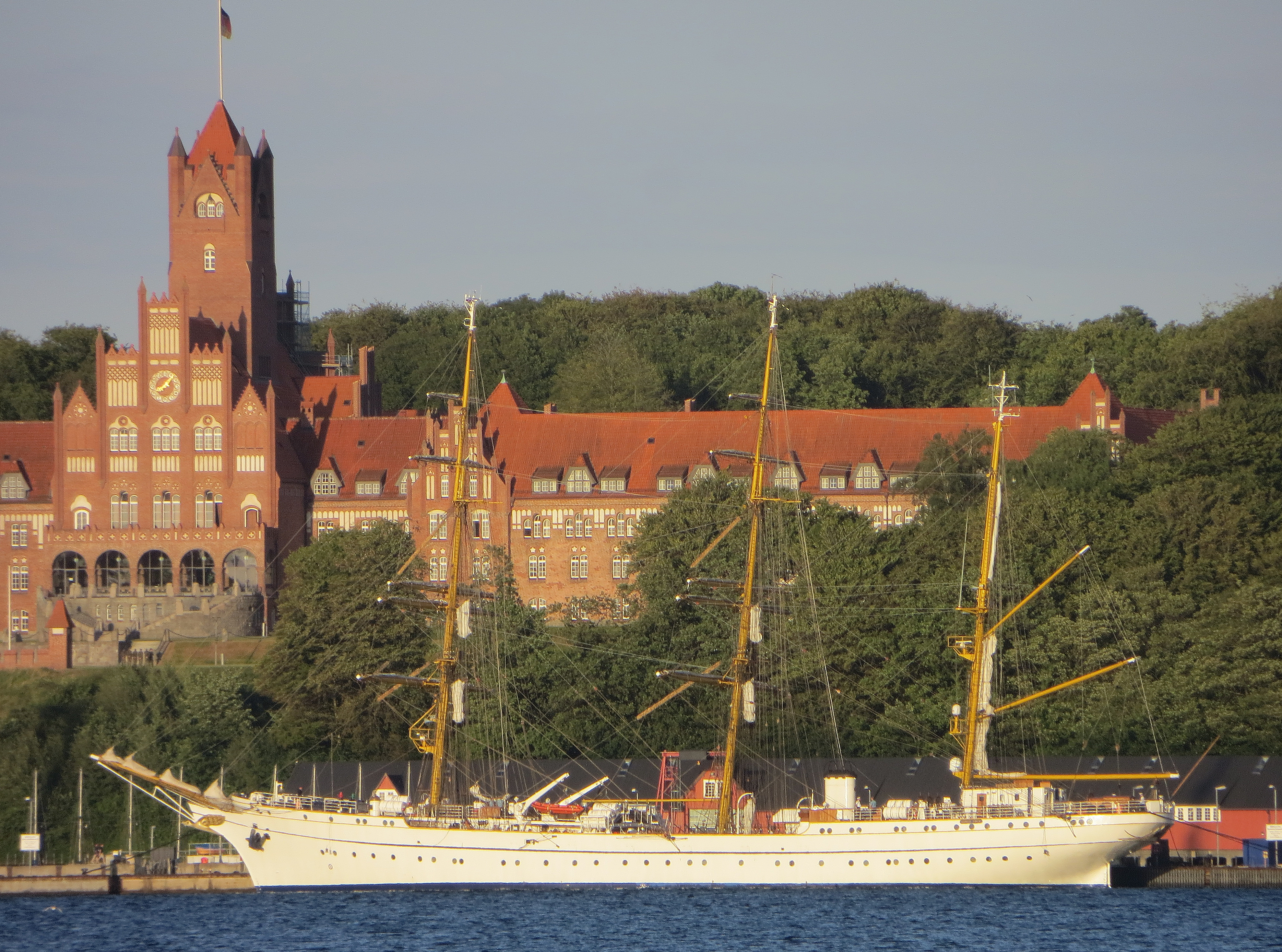
Marineschule Mürwik mit dem Segelschulschiff Gorch Fock

Rund 16.000 Soldaten sind in der Marine selbst tätig, weitere Marineuniformträger im Bundesministerium der Verteidigung und in den übrigen Organisationsbereichen der Bundeswehr, vor allem im Unterstützungsbereich. Ein Teil der Soldaten dient ständig auf seegehenden Einheiten. In der Marine gibt es Berufssoldaten, Soldaten auf Zeit und Freiwillig Wehrdienstleistende.
Die Dienstgradbezeichnungen in der Marine unterscheiden sich von denen der anderen Teilstreitkräfte der Bundeswehr, folgen jedoch demselben System. Die Mannschaften und Unteroffiziere werden in unterschiedlichen Verwendungsreihen an Schulen der Marine und zum Teil in anderen Teilen der Bundeswehr spezialisiert ausgebildet. Leistungsstarke Unteroffiziere können zum Offizier des militärfachlichen Dienstes und in Einzelfällen zum Offizier des Truppendienstes weitergebildet werden. Alle Offiziere erhalten eine Ausbildung an der Marineschule Mürwik. Die meisten Offiziere des Truppendienstes absolvieren ein Studium an einer Universität der Bundeswehr.
Neben den Soldaten arbeiten in der Marine auch zivile Mitarbeiter. Einige Hilfsschiffe der Marine, wie zum Beispiel die Betriebsstofftransporter, sind teilweise oder ausschließlich mit zivilem Personal besetzt.
Die Pflege von Tradition und Brauchtum der Marine vermittelt den Angehörigen ein besonderes Zugehörigkeitsgefühl zu ihrer Teilstreitkraft.
Große Vereinigungen von Marineangehörigen und Ehemaligen sind
- Der Deutsche Marinebund
- Die Marine-Offizier-Vereinigung

## Rüstungsvorhaben
Die Marine verfolgt zurzeit folgende größere Rüstungsvorhaben:
- 8 Seefernaufklärer Boeing P-8A „Poseidon“ (bestellt; Ersatz für die P-3C Orion; Zulauf ab Frühjahr 2025)[19]
- 2 Marinebetriebsstoffversorger Klasse 707 (bestellt; Ersatz für die Rhön-Klasse (704); Zulauf voraussichtlich ab 2025)[20]
- 31 Hubschrauber NH90 MRFH „Sea Tiger“ (bestellt; Ersatz für die Sea Lynx MK 88A; Zulauf voraussichtlich ab Ende 2025)
- Beschaffung der NSM-Seezielflugkörper für die Fregatten F124, F125 und F126. Auf den Fregatten F124 und F125 als Ersatz für die AGM-84 Harpoon (bestellt; Zulauf ab Mitte der 2020er geplant)[21]
- 5 zusätzliche Korvetten der Klasse 130 (bestellt; Zulauf voraussichtlich ab 2026)[22]
- 6 Fregatten der Niedersachsen-Klasse (bestellt; Zulauf voraussichtlich ab 2028)[23]
- 3 Flottendienstboote Klasse 424 (bestellt; Ersatz für die Oste-Klasse (423), Zulauf ab 2029)[24]
- 6 Tender mit begrenzten Führungsfähigkeiten für kleinere Einheiten (geplant; Ersatz für die Elbe-Klasse (404); Zulauf ab circa 2029)[25]
- 6 zusätzliche U-Boote (Klasse 212 CD), die sich in ihren Fähigkeiten an der Klasse 212 A orientieren und zusammen mit Norwegen beschafft werden (bestellt; Zulauf voraussichtlich zwischen 2032 und 2037)[26][27]
- 5 Fregatten der Klasse 127, (geplant; Ersatz für die Sachsen-Klasse; Zulauf nach 2032)[28]

Geplant ist außerdem die Einführung neuer Minenjagdboote, der Aufklärungsdrohne EuroMALE und von 9 (+12 optional) Einsatzbooten für das Seebataillon. Darüber hinaus steht der Ersatz von (Hafen-)Betriebs- und Ausbildungsschiffen an, wobei hier auch über Leasingmodelle nachgedacht wird.
Die Zielstruktur für das Jahr 2035 umfasst:
- 6 Fregatten F127 mit Hauptaufgaben Luftverteidigung und maritime strike
- 3 Large Remote Missile Vessels (LRMV) mit denselben Aufgaben
- 6 Fregatten der Niedersachsen-Klasse mit den Hauptaufgaben U-Boot-Jagd und maritime strike
- 3-4 Fregatten der Baden-Württemberg-Klasse mit den Hauptaufgaben Überwasser-Seekrieg und maritime strike
- 6-9 Korvetten der Braunschweig-Klasse
- mindestens 18 Future Combat Surface Systems (FCSS) zur Ergänzung der Korvetten
- mindestens 40 Mehrzweckkampfboote
- mindestens 12 Minenjagdboote Typ MJ334
- mindestens 18 unbemannte Minenabwehr-Systeme
- 9-12 U-Boote der Klassen 212 A und 212 CD
- mindestens 12 Large Unmanned Underwater Vehicles (LUUV) zur Ergänzung der U-Boote
- 3 Flottendienstboote Klasse A424
- 3 Einsatzgruppenversorger der Klasse A702
- 6 Unterstützungsschiffe der Klasse A405
- 8-12 Seefernaufklärer P-8A
- 8-12 UAS zur Ergänzung der Seefernaufklärer
- 31 Bordhubschrauber Sea Tiger
- 22 UAV
- 17 Mehrzweckhubschrauber Sea Lion

## Einsätze der Marine seit 1990
Bereits im Ersten Golfkrieg 1987 operierte die Bundesmarine regelmäßig im Mittelmeer, um die Verbündeten in dieser sicherheitspolitisch wichtiger werdenden Region zu unterstützen. Unmittelbar nach der Wiedervereinigung begann in Deutschland eine intensive Debatte über den Einsatz der Bundeswehr außerhalb des NATO-Vertragsgebiets („out-of-area-Debatte“). Sie wurde beflügelt durch den Einsatz deutscher Streitkräfte während des Golfkonflikts, der der irakischen Besetzung Kuwaits am 2. August 1990 folgte. An diesen Operationen war die Marine mit erheblichen Kräften beteiligt (s. u.).
Die rechtlichen Fragen der bewaffneten Auslandseinsätze wurden durch ein Urteil des Bundesverfassungsgerichts vom 12. Juli 1994 weitgehend geklärt, die out-of-area-Debatte damit beendet. Es fehlt allerdings weiterhin eine Regelung für den Einsatz der Marine zur Bekämpfung der Proliferation von Massenvernichtungsmitteln, des Drogenhandels, des Menschenhandels und der Piraterie auf der Hohen See. An entsprechenden Operationen verbündeter Staaten kann sich die Marine auf Grund der innerstaatlichen Rechtslage nur mit Einschränkungen beteiligen.
Mit bewaffneten Einsätzen im Sinne des Urteils des Bundesverfassungsgerichts wurde die Marine hingegen von Beginn an beauftragt. Im Rahmen der ständigen Einsatzverbände der NATO nimmt die Marine darüber hinaus in wichtigen Seegebieten Überwachungs- und Präsenzaufgaben war, die nicht unter den formalen Begriff des bewaffneten Einsatzes fallen. Außerdem sind an fast allen anderen Einsätzen der Bundeswehr Marinesoldaten beteiligt, die im Unterstützungsbereich dienen oder von der Marine für Sonderaufgaben abgestellt sind.
Die Einsätze haben die Marine, wie andere Teile der Bundeswehr auch, mit neuen Herausforderungen konfrontiert. Das liegt unter anderem daran, dass die vorhandenen Schiffe für die Aufgaben des Kalten Krieges konzipiert sind. Die neuen Aufgaben verlangten neue Ausrüstung (z. B. kleinkalibrige Maschinenwaffen auf Fregatten) und neue Verfahren. Das heiße Klima am Horn von Afrika führte z. B. zu technischen Problemen bei der Kühlung der Wohnräume und der Schiffsdiesel. Insofern sind die Einsätze mit hohen physischen Belastungen für die Besatzungen verbunden. Zu den neuen Verfahren gehörte es, kleinere Fahrzeuge, in diesem Falle Schnellboote, nicht auf eigenem Kiel, sondern an Bord eines Dockschiffs in das Einsatzgebiet zu transportieren, um das Material zu schonen. Die Einsatzerfahrungen fließen in die Entwürfe für neue Schiffe ein.
Vor Beginn des Libanon-Einsatzes hatte die Marine routinemäßig drei Fregatten, zwei Minenabwehrfahrzeuge, ein U-Boot, ein oder zwei Hilfsschiffe und Teile der Marineflieger mit etwa 1000 Soldaten in Einsätzen einschließlich der Beteiligung an den Standing NATO Maritime Groups/NRF. Mit dem Libanoneinsatz ist die Zahl des beteiligten Personals zeitweise auf etwa 1700 gestiegen.
Einsatzbelastung und Mängel in der finanziellen Ausstattung haben in den vergangenen Jahren zu Einschränkungen des Klarstandes vor allem im Bereich der Marineflieger geführt, sodass nicht genügend Hubschrauber für die laufenden Einsätze zur Verfügung stehen. Auch die Verfügbarkeit der schwimmenden Einheiten ist durch diese Umstände eingeschränkt.
Als operative Reserve für unvorhergesehene Einsätze dient der Einsatz- und Ausbildungsverband (EAV), dessen Erstaufgabe die Ausbildung von Offizieranwärtern ist. Der EAV ist bereits zu mehreren Einsätzen herangezogen worden.

### Einsätze im Zusammenhang mit dem Golfkrieg 1990–1991

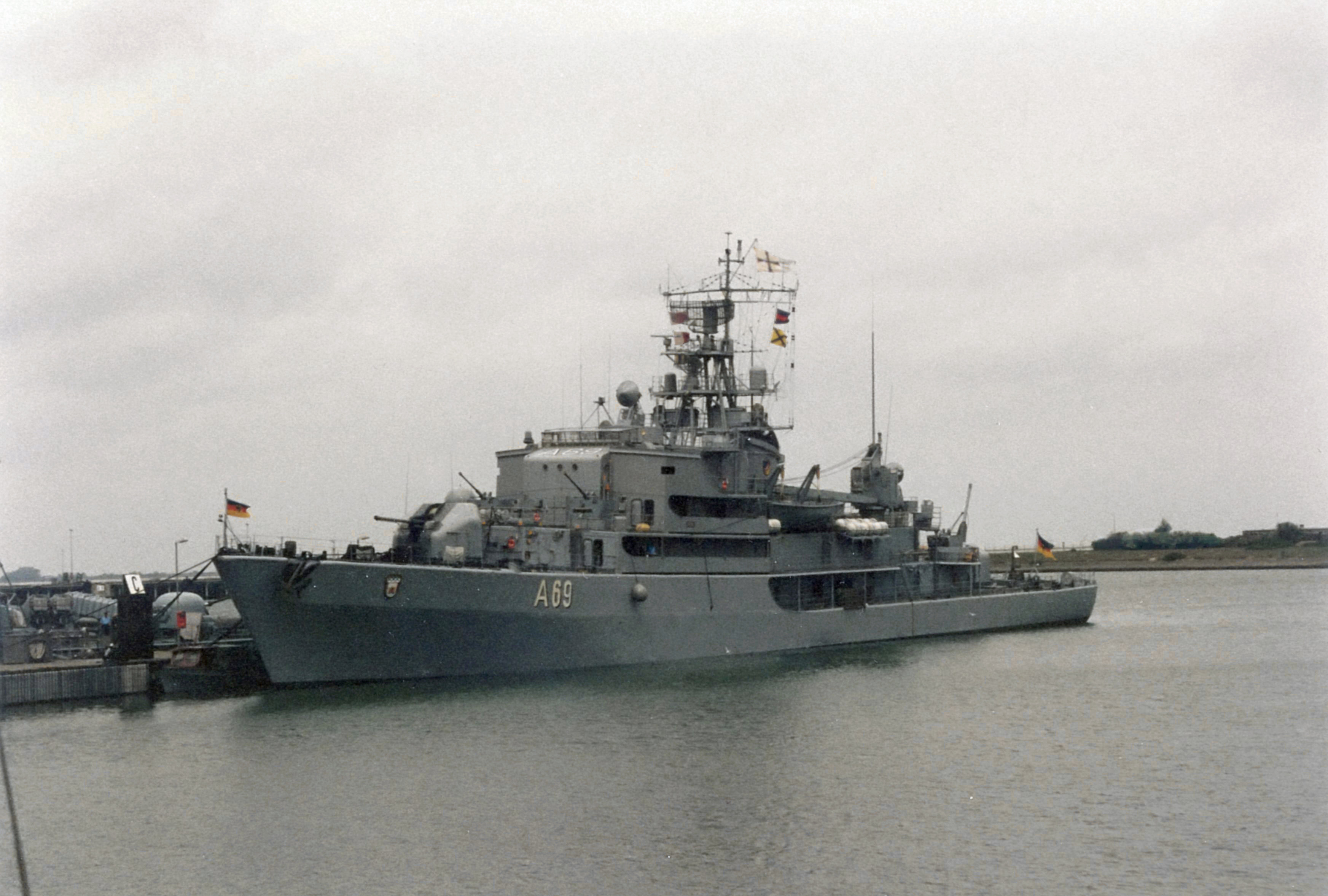
Der Tender Donau gehörte zum Minenabwehrverband im Persischen Golf

Nach der Besetzung Kuwaits durch den Irak am 2. August 1990 wurden Kräfte der Bundeswehr zur Verstärkung der Südflanke der NATO ins Mittelmeer und in die Türkei verlegt. Die Marine beteiligte sich daran mit einem Minenabwehrverband (Operation Südflanke), mit Zerstörern, Fregatten, Hilfsschiffen und einigen Flugzeugen. Zeitweise befanden sich bis zu 20 Schiffe und Boote im Mittelmeer. Nach Ende der Kampfhandlungen im Frühjahr 1991 beteiligte sich der Minenabwehrverband an der Minenräumung im Persischen Golf, was als der erste Out–of–area–Einsatz der Bundeswehr gilt.

### Einsätze in der Adria seit 1992
Nach Ausbruch der ersten bewaffneten Auseinandersetzungen im ehemaligen Jugoslawien infolge der Unabhängigkeitserklärung Sloweniens und Kroatiens vom 25. Juni 1991 und des nachfolgenden 10-Tage-Kriegs in Slowenien begann die NATO 1992 mit Überwachungsoperationen in der Adria. Daran waren auch Schiffe und Flugzeuge der deutschen Marine beteiligt. Das erste Schiff der Deutschen Marine in der Adria war der Zerstörer Bayern. Auf Grundlage verschiedener Resolutionen der Vereinten Nationen wurde aus der Überwachungsoperation der Embargoeinsatz Operation Sharp Guard. Die deutsche Beteiligung daran war einer der Gegenstände des erwähnten Verfahrens vor dem Bundesverfassungsgericht. Erst nach dessen Abschluss 1994 konnte sich die Marine in vollem Umfang an den Adriaoperationen beteiligen. Die Operation diente einerseits dazu, Waffenlieferungen in das gesamte ehemalige Jugoslawien zu unterbinden, andererseits sollte ein Handelsembargo gegen Rest-Jugoslawien durchgesetzt werden, um es zu einer friedlichen Konfliktbewältigung in Bosnien und Herzegowina zu zwingen.
Am 30. Juni 1995 beschloss die Bundesregierung, sich mit Einheiten aller Teilstreitkräfte an der Operation Deliberate Force zum Schutz der UNPROFOR-Truppen in Bosnien und Herzegowina zu beteiligen. Die Marine sollte gegebenenfalls neben zwei Aufklärungsflugzeugen Bréguet Atlantic einen Minenabwehr- und einen Schnellbootverband in die Adria entsenden. Von diesen Kräften wurden nur die beiden Seefernaufklärer aktiviert.
Auch nach Abschluss der Operation SHARP GUARD 1996 blieb die Marine – meist als Teil von NATO-Verbänden – mit Schiffen und Flugzeugen in der Adria präsent. So beteiligte sie sich im März 1997 an der deutschen Operation Libelle zur Evakuierung deutscher Bürger aus Albanien. Auch während des Kosovokrieges dauerten die Schiffspatrouillen in der Adria an, und nach Abschluss des Konflikts 1999 beteiligte sich die Marine an der Beseitigung von in der Adria versenkter Munition.

Operation Southern Cross, 1994

### Somalia 1994
Im Dezember 1993 beschloss das Bundeskabinett, den seit Juli laufenden Unterstützungseinsatz des deutschen Heeres in Somalia bis Ende März 1994 zu beenden. Wegen der sich rapide verschlechternden Sicherheitslage wurde darauf verzichtet, das Heereskontingent per Lufttransport zurückzuführen. Die Marine evakuierte bis Februar 1994 im Rahmen der Operation Southern Cross die etwa 1700 Soldaten mit Fregatten und Versorgungsschiffen in mehreren Transporten von Mogadischu nach Mombasa und Dschibuti.

### Kampf gegen den internationalen Terrorismus seit 2001

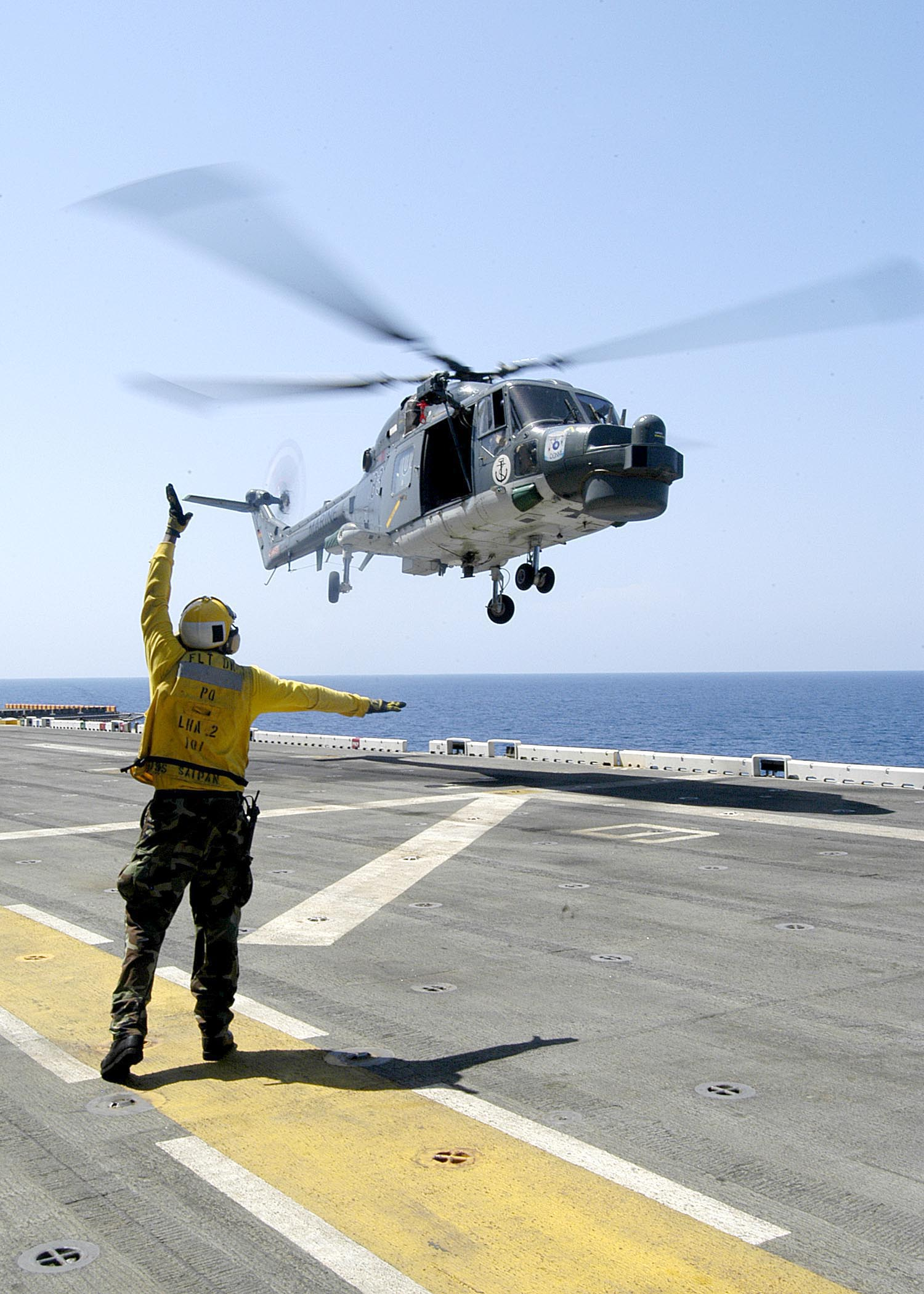
Ein Hubschrauber Sea Lynx der deutschen Marine landet während Operationen der TF 150 auf dem US-Landungsschiff Saipan

Seit 2001 wird die Bundeswehr im Rahmen des Kampfes gegen den internationalen Terrorismus eingesetzt. Ein Marinekontingent überwachte von Anfang 2002 bis Sommer 2010 von Stützpunkten auf Dschibuti das Seegebiet am Horn von Afrika als Teil der internationalen Operation Enduring Freedom. In der Anfangsphase waren daran drei Fregatten, fünf Schnellboote, mehrere Hilfsschiffe, Seefernaufklärer und Hubschrauber mit etwa 1500 Soldaten beteiligt. Dies war der bisher größte Einsatz der Marine seit 1990. Später ist der Umfang erheblich reduziert worden. Das Marinekontingent bestand danach aus einer Fregatte, zeitweilig einem Versorgungsschiff und einer kleinen Basis in Dschibuti, die fortbesteht und die Einheiten der Operation Atalanta unterstützt.

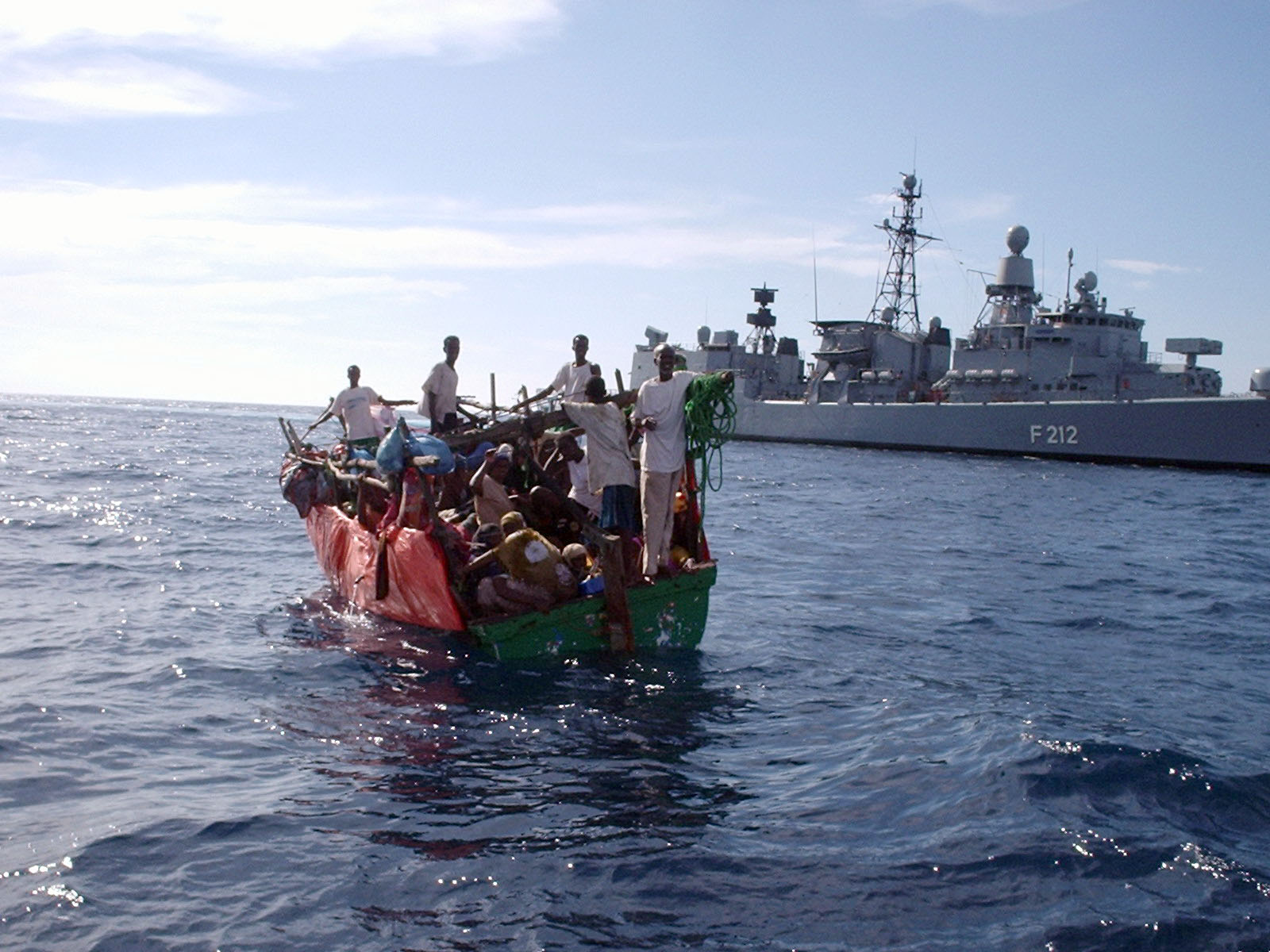
Fregatte Karlsruhe rettet Schiffbrüchige vor der Küste Somalias während eines Einsatzes in der Operation Enduring Freedom, April 2005

Außerdem ist die Marine bereits seit Ende 2001 an der NATO-Operation Active Endeavour im Mittelmeer beteiligt.

### Libanon seit 2006
Nach dem Ende des Libanonkriegs des Jahres 2006 ist ein zur Interimstruppe der Vereinten Nationen in Libanon (UNIFIL) gehöriger Marineverband aufgestellt worden, an dem sich die Marine seit Oktober 2006 beteiligt. Von Oktober 2006 bis Februar 2008 wurde dieser Verband durch einen deutschen Admiral geführt. Der deutsche Anteil bestand zunächst aus zwei Fregatten, vier Schnellbooten und zwei Hilfsschiffen. Seit der Abgabe der Führungsaufgabe wurde er auf eine Fregatte, zwei Boote (Schnellboote oder Minensuchboote) und einen Tender reduziert.

### Bekämpfung der Piraterie seit 2008
Seit Beginn der Operation Enduring Freedom 2002 wurden deutsche Kriegsschiffe mehrfach mit Piratenüberfällen auf Handelsschiffe konfrontiert. Sie war nicht mit der Bekämpfung der Piraterie beauftragt, jedoch reichte in vielen Fällen das Erscheinen eines Kriegsschiffs aus, um die Piraten zum Abbruch ihres Angriffs zu veranlassen. Die seit Anfang 2008 sprunghaft angewachsenen Bedrohung der Schifffahrt durch die Piraterie vor der Küste Somalias soll nunmehr durch verschiedene militärische Operationen der NATO, der EU und einzelner Staaten gezielt bekämpft werden. Die Marine hat für den Einsatz in der EU-Operation Atalanta zunächst die Fregatte Karlsruhe bereitgestellt. Die Mandatsobergrenze einschließlich solcher Kräfte, die innerhalb der Operation Enduring für die Bekämpfung der Piraterie eingesetzt werden, beträgt 1400 Soldaten. Der Einsatz hat am 19. Dezember 2008 begonnen.

### Evakuierungsoperation vor Libyen 2011
Ende Februar 2011 entsandte das Bundesministerium der Verteidigung die Fregatten Brandenburg, Rheinland-Pfalz und den Einsatzgruppenversorger Berlin mit zwei Hubschraubern SeaKing vor die Küste Libyens, um sich für die Evakuierung ausländischer Staatsbürger bereitzuhalten, die wegen des dortigen Aufstands in Sicherheit gebracht werden sollen. Die Schiffe mit etwa 600 Soldaten an Bord gehören zum Einsatz- und Ausbildungsverband der Marine und befanden sich bereits im Mittelmeerraum. Am 7. März 2011 wurden etwa 450 Flüchtlinge an Bord genommen und von Tunesien nach Ägypten transportiert.

### Vernichtung syrischer Chemiewaffen im Mittelmeer 2014 bis 2015
Am 9. April 2014 erteilte der Bundestag das Mandat, das US-amerikanische Spezialschiff Cape Ray im östlichen Mittelmeer zu schützen, auf dem syrische Chemiewaffen vernichtet werden sollten. Für diese Aufgabe wurden nacheinander die Fregatten Augsburg, Hamburg und Schleswig-Holstein eingesetzt. Der Einsatz wurde Ende April 2015 beendet.

### Flüchtlingsrettung und Schleuserbekämpfung im Mittelmeer 2015 bis 2020
Seit April 2015 beteiligt sich die Marine an der Rettung von Flüchtlingen im Mittelmeer. Dafür werden jeweils zwei größere Marineeinheiten wie Fregatten und Versorgungsschiffe eingesetzt. Die ersten beiden Schiffe waren die Fregatte Hessen und der Einsatzgruppenversorger Berlin. Seit Juni 2015 beteiligen sich die eingesetzten Kräfte im Rahmen der European Union Naval Force – Mediterranean an der Bekämpfung der Schleuserkriminalität.
Von Februar bis Juni 2016 beteiligte sich die Marine außerdem im Rahmen der Standing NATO Maritime Group 2 unter Führung des deutschen Admirals Jörg Klein und später von Bord des Einsatzgruppenversorgers Bonn an der Seeraumüberwachung in der Ägäis. Sie unterstützte dadurch die europäische Grenzagentur Frontex bei der Bekämpfung des Schleuserwesens in diesem Seegebiet.

### Unterstützung der französischen Marine im Persischen Golf Januar bis März 2016
Wie vom Bundestag am 4. Dezember 2015 beschlossen, wurde die Fregatte Augsburg im Persischen Golf stationiert, um den französischen Flugzeugträger Charles de Gaulle zu schützen. Dieser wiederum bot eine mobile Luftwaffenbasis im Kampf gegen die Terrormiliz „Islamischer Staat“. Der Einsatz wurde im März 2016 beendet.

### Operation Sea Guardian seit 2016
Die Operation Sea Guardian ist eine Operation der NATO im Mittelmeer. Sie wurde beim NATO-Gipfel in Warschau im Juni 2016 als Nachfolgeoperation der Operation Active Endeavour beschlossen und begann am 9. November 2016.
Der Deutsche Bundestag billigte die Beteiligung der Bundeswehr am 29. September 2016 und verlängerte ihn mehrfach, zuletzt am 22. März 2018 bis zum 31. März 2019.

### „Operation Gazelle“ der Kampfschwimmer in Niger 2018 bis 2023
Von 2018 bis 2023 bildeten Kampfschwimmer in Niger Spezialkräfte dieses Landes vor Ort in der Terrorismusbekämpfung aus. Dieser Einsatz war nicht mandatiert, was 2019 unter anderem durch den seinerzeitigen Wehrbeauftragten Hans-Peter Bartels kritisiert wurde. Das Kommando Spezialkräfte der Marine war Leitverband dieses Einsatzes. Der Einsatz wurde im März 2023 beendet.

### Operation Irini zur Durchsetzung eines Waffenembargos seit 2020
Mit der Operation Irini der Europäischen Union erhielt die Marine im Jahr 2020 den Auftrag, das Waffenembargo der Vereinten Nationen gegen das im Bürgerkrieg befindliche Libyen auf dem Seeweg durchzusetzen.

### Operation Aspides zum Schutz der Schifffahrtswege um die Arabische Halbinsel 2024
Seit Mitte November 2023 kam es zu Angriffen der Huthi-Rebellen im Jemen auf die internationale Schifffahrt im Roten Meer und im Golf von Aden. Schiffe wurden mit Raketen und Drohnen attackiert und zum Teil geentert und entführt. Dies hatte zur Folge, dass viele Schiffe die gefährliche Route mieden und stattdessen den weit längeren Weg um das Kap der Guten Hoffnung nahmen. Nach zweimonatigen Beratungen beschlossen die EU-Außenminister am 19. Februar 2024 die Marinemission Aspides (griech. ασπίδες – ‚Schild‘, ‚Beschützer‘) im Roten Meer/Golf von Aden sowie im Golf von Oman/Persischen Golf zum Schutz der internationalen Handelswege. Diese soll vier Kriegsschiffe mitsamt Begleitflugzeugen wie Hubschraubern und Drohnen umfassen. Die Deutsche Marine beteiligt sich mit der Fregatte Hessen, die bereits am 8. Februar 2024 von Wilhelmshaven in Richtung Zielgebiet auslief.